# Bracia Duffer
Bracia Duffer (ang. Duffer Brothers), właściwie Matt Duffer i Ross Duffer (ur. 15 lutego 1984 w Durham, Karolina Północna, USA) – amerykańscy scenarzyści, reżyserzy i producenci filmowi oraz telewizyjni. Są bliźniakami i pracują wspólnie nad wszystkimi swoimi projektami artystycznymi.
Największą popularność zdobyli jako twórcy, scenarzyści, reżyserzy oraz producenci wykonawczy serialu science fiction i horroru „Stranger Things”, który miał premierę na platformie Netflix w 2016 roku. Serial zdobył szerokie uznanie krytyków oraz dużą popularność na całym świecie, stając się jednym z najważniejszych tytułów w ofercie Netflixa.
Wcześniej bracia napisali i wyreżyserowali film grozy „Hidden” (2015), a także pracowali jako scenarzyści i producenci przy serialu science fiction „Wayward Pines” (2015–2016), emitowanym przez stację Fox .
W 2022 roku założyli własną firmę produkcyjną Upside Down Pictures, działającą w ramach ogólnej umowy z Netflixem. Celem działalności firmy jest rozwijanie projektów osadzonych w klimacie podobnym do „Stranger Things” – łączących elementy nadprzyrodzone, nostalgię i silne wątki emocjonalne.

## Kariera
Po zrealizowaniu kilku krótkometrażowych filmów, Matt i Ross Duffer napisali scenariusz zatytułowany Origin, który umożliwił im zdobycie agenta. Następnie, w 2011 roku, ich scenariusz do postapokaliptycznego horroru „Hidden” został zakupiony przez Warner Bros. Pictures. Bracia samodzielnie wyreżyserowali ten film, który miał premierę w 2015 roku.
Po zakończeniu prac nad Hidden, bracia Duffer zostali zatrudnieni jako scenarzyści i producenci serialu „Wayward Pines”, emitowanego przez stację Fox w latach 2015–2016. Praca nad tym projektem przyczyniła się do dalszego rozwoju ich kariery telewizyjnej, a zdobyte doświadczenie zaowocowało stworzeniem ich autorskiego serialu „Stranger Things” dla platformy Netflix.
Od 2024 roku są również producentami wykonawczymi nowego serialu Netflixa zatytułowanego „The Boroughs”, opisywanego jako dramat nadprzyrodzony osadzony na osiedlu emerytów na pustyni w Nowym Meksyku.

### Stranger Things
Mając już doświadczenie w pracy nad produkcjami telewizyjnymi, bracia Duffer rozpoczęli rozwijanie pomysłu na własny serial, który ostatecznie przyjął tytuł „Stranger Things”. Koncepcję programu przedstawił producent Dan Cohen, który następnie zaprezentował ją Shawnowi Levy’emu. Dzięki wsparciu jego firmy produkcyjnej 21 Laps Entertainment, projekt został szybko przejęty przez platformę Netflix.
Serial, którego akcja rozgrywa się w latach 80. XX wieku w fikcyjnym miasteczku Hawkins w stanie Indiana, stanowi hołd dla kultury popularnej tamtej dekady. Estetyka i styl opowieści zostały zainspirowane twórczością takich reżyserów i autorów jak Steven Spielberg, John Carpenter, Wes Craven, Sam Raimi, David Lynch, Stephen King czy George Lucas.
Premiera pierwszego sezonu miała miejsce 15 lipca 2016 roku. Serial spotkał się z powszechnym uznaniem krytyków i widzów, którzy chwalili go m.in. za kreację postaci, tempo narracji, atmosferę, grę aktorską, ścieżkę dźwiękową, reżyserię oraz scenariusz. Produkcja szybko zdobyła status kultowej, a według agregatora recenzji Rotten Tomatoes uzyskała 95% pozytywnych recenzji (na podstawie 82 opinii), ze średnią oceną 7,96/10. Krytyczny konsensus serwisu brzmiał: „Ekscytujący, rozdzierający serce, a czasami przerażający – ‘Stranger Things’ działa jako uzależniający hołd dla filmów Spielberga i telewizji z lat 80.”
W dniu 30 września 2019 roku Netflix ogłosił podpisanie długoterminowej umowy z braćmi Duffer, obejmującej rozwój kolejnych filmów i seriali. W marcu 2021 roku zapowiedzieli współpracę ze Stevenem Spielbergiem przy adaptacji powieści Stephena Kinga i Peter Strauba pt. „Talizman ” (The Talisman) jako serialu dla platformy Netflix. Projekt ten realizowany jest przy współudziale Amblin Partners i Monkey Massacre Productions, a funkcję scenarzysty i showrunnera powierzono Curtisowi Gwinnowi, wcześniej związanemu z Stranger Things.
Po premierze czwartego sezonu Stranger Things w lipcu 2022 roku, bracia Duffer powołali własną firmę produkcyjną Upside Down Pictures. W ramach dalszej współpracy z Netflixem zapowiedzieli rozwój kilku nowych projektów, w tym aktorskiej adaptacji mangi „Death Note”, adaptacji The Talisman oraz kontynuacji Stranger Things.
W październiku 2023 roku Ross Duffer znalazł się wśród sygnatariuszy otwartego listu adresowanego do prezydenta USA Joe Bidena, w którym wyrażono poparcie dla jego polityki wobec Izraela, w tym wsparcia militarnego i dyplomatycznego. List zawierał również apel o podjęcie działań na rzecz uwolnienia izraelskich zakładników.

## Życie osobiste
Matt i Ross Duffer urodzili się i wychowali w Durham, w stanie Karolina Północna, jako synowie Ann M. Christensen, pośredniczki w obrocie nieruchomościami pracującej w niepełnym wymiarze godzin, oraz Allena P. Duffera Jr., miłośnika kina i dyrektora projektu w instytucie badawczym Research Triangle Institute.
Już w trzeciej klasie podstawówki zaczęli eksperymentować z filmowaniem, używając kamery wideo Hi8, którą otrzymali od rodziców. Ich pierwsze doświadczenia z reżyserią i tworzeniem scenariuszy miały miejsce w młodym wieku i odegrały kluczową rolę w kształtowaniu ich przyszłej kariery.
Uczęszczali do prywatnej szkoły Duke School for Children, a następnie kontynuowali edukację w publicznej szkole średniej Charles E. Jordan High School w Durham.
Po ukończeniu szkoły średniej zostali przyjęci na studia filmowe do College of Motion Picture Arts przy Florida State University, jednak zależało im na wspólnym studiowaniu. Chociaż odwiedzili m.in. Tisch School of the Arts na Uniwersytecie Nowojorskim oraz School of Cinematic Arts na Uniwersytecie Południowej Kalifornii (USC), nie zostali tam przyjęci. Podczas jednej z tych wizyt poznali osobę, która zasugerowała im aplikowanie do Dodge College of Film and Media Arts na Chapman University w Orange, Kalifornia.
Bracia przenieśli się do Kalifornii i ukończyli studia w 2007 roku na Chapman University, co zapoczątkowało ich profesjonalną karierę filmową. Matt Duffer ma jedno dziecko, a jego matką chrzestną jest aktorka Winona Ryder, która zagrała jedną z głównych ról w Stranger Things.

## Filmografia
| Rok  | Tytuł  | Reżyser | Scenarzysta | Aktor | Uwagi |
| ---- | ------ | ------- | ----------- | ----- | ----- |
| 2015 | Hidden | T       | T           | N     | –     |

| Rok       | Tytuł                           | Reżyser | Scenarzysta | Producent | Uwagi |
| --------- | ------------------------------- | ------- | ----------- | --------- | ----- |
| 2015-2016 | Miasteczko Wayward Pines        | N       | T           | T         | –     |
| 2016-2025 | Stranger Things                 | T       | T           | Częściowo | –     |
| TBA       | Stranger Things: Tales From '85 | N       | N           | T         | –     |
| TBA       | The Boroughs                    | N       | N           | T         | –     |